# Trà Đốc
Trà Đốc is een xã in het district Bắc Trà My, een van de districten in de Vietnamese provincie Quảng Nam.
Trà Đốc ligt aan de noordelijke oever van de Tranh.